# El Kantara
El Kantara è un comune dell'Algeria, situato nella provincia di Biskra.